# Aérodrome de Montceau-les-Mines - Pouilloux
L’aérodrome de Montceau-les-Mines - Pouilloux (code OACI : LFGM) est un aérodrome civil, ouvert à la circulation aérienne publique (CAP), situé sur la commune de Pouilloux à 8 km au sud-sud-ouest de Montceau-les-Mines en Saône-et-Loire (région Bourgogne-Franche-Comté, France).
Il est utilisé pour la pratique d’activités de loisirs et de tourisme (aviation légère et aéromodélisme).

## Installations
L’aérodrome dispose d’une piste bitumée orientée est-ouest (09/27), longue de 900 mètres et large de 20. Elle est dotée d’un balisage diurne et nocturne (feux basse intensité).
L’aérodrome n’est pas contrôlé. Les communications s’effectuent en auto-information sur la fréquence de 119,890 MHz. Il est agréé avec limitations pour le vol à vue (VFR) de nuit.
S’y ajoutent :
- une aire de stationnement ;
- des hangars ;
- une station d’avitaillement en carburant (100LL) et en lubrifiant[2].

## Activités
- Aéro-club du Bassin minier[3]